# Margaret Kerry
Margaret Kerry (Los Angeles, 11 maggio 1929) è un'attrice e doppiatrice statunitense.

## Biografia
Margaret Kerry è nata a Los Angeles l'11 maggio 1929, ha iniziato lavorando col proprio nome anagrafico, Peggy Lynch, come ballerina e attrice nella serie Simpatiche canaglie. Viene notata da Eddie Cantor per la sua partecipazione al film Tutti conoscono Susanna, il quale le suggerisce di prendere il nome d'arte di Margaret Kerry.
Successivamente si diploma e laurea cum laude presso il Los Angeles City College.
Ancora ragazza, interpreta il ruolo di Sharon in una delle prime sit-com, The Ruggles, sul canale televisivo ABC. Recita inoltre in due episodi di The Andy Griffith Show e un episodio del 1950 di Il cavaliere solitario.
Prevalentemente doppiatrice, tra le altre attività ha doppiato cinquantadue episodi di Clutch Cargo, interpretando, tra gli altri, i personaggi di "Paddlefoot" e di "Spinner".
La massima notorietà arriva con la partecipazione a Le avventure di Peter Pan, in cui prestò i lineamenti facciali per la realizzazione del personaggio di Trilli.
Dal 1992 è stata produttrice, autrice e conduttrice del programma radiofonico What's Up Weekly su KKLA-FM.
Nel 2016, Kerry ha pubblicato la sua autobiografia Tinker Bell Talks: Tales of a Pixie Dusted Life (ISBN 978-1533500755) con storie e aneddoti dalla sua vita e carriera e centoottanta foto e pezzi d'arte.